# Jungle Rot
Jungle Rot est un groupe américain de death metal, originaire de Kenosha, dans le Wisconsin. 

## Histoire
Jungle Rot est formé en 1992 en tant que projet parallèle par Jim Harte et Joe Thomas, membres du groupe de thrash metal Prisoner. Le nom du groupe fait référence à l'ulcère tropical, une infection de la peau qui se produit dans les climats tropicaux. Le groupe enregistre sa première démo humoristique Rip Off Your Face. Ce n'est qu'en 1994, lorsque Matrise prend la relève, que le groupe devient sérieux et commence à décoller. Le groupe affine son style et sort sa deuxième démo Skin the Living en 1995, année où Matrise reconnaît que le groupe a commencé.
En 2005, le noyau actuel de Jungle Rot se forme lorsque Matrise fait appel à James Genenz (Fleshgrind, Avernus, Dead for Days, Reign Inferno, God Dementia) à la basse et de Geoff Bub (Destiss, Putrid Dissentary) à la guitare. Avec des tâches d'écriture partagées entre les trois membres, et la majeure partie des paroles écrites par Genenz, Matrise était maintenant capable d'amener son groupe à un niveau supérieur. Le groupe tourne ensuite avec des groupes comme Deicide, Goatwhore, Cattle Decapitation, Krisiun, The Black Dahlia Murder, 25 Ta Life, Hate Eternal, Incantation, et Vital Remains. Au milieu de l'année 2006, le groupe sort l'album Warzone sur Crash Music. Cet album est le premier à inclure le noyau actuel de Jungle Rot, composé de Matrise, Genenz et Bub. En 2008, ils sont en tête d'affiche d'une tournée européenne avec Warmaster, Downswitch et Walking Corpse.
Le groupe signe avec Napalm Records en janvier 2009 et sort What Horrors Await en juin 2009. Une tournée européenne avec Six Feet Under suit peu après, ainsi qu'une tournée en tête d'affiche à travers les États-Unis. En avril 2011, le groupe signe avec Victory Records et sort Kill on Command le 21 juin 2011. Le 19 mars 2013, Jungle Rot sort son huitième album chez Victory Records, intitulé Terror Regime. Le groupe part en tournée pour soutenir l'album avec des groupes de metal tels que Suffocation, Obituary, Broken Hope et Decrepit Birth.
Le 14 avril 2015, Jungle Rot annonce jouer l'intégralité de l'album au Rockstar Energy Drink Mayhem Festival 2015, sur la scène de Victory Records,.
Début 2015, le groupe joue au 70000 Tons of Metal, et annonce via ses médias sociaux qu'il travaillait sur son neuvième album studio, Order Shall Prevail, qui sortira plus tard dans l'année sur Victory Records. Les précommandes de l'album sont annoncées le 26 mai, ainsi que la liste des titres de l'album, la date de sortie du 30 juin et un stream du single Paralyzed Prey. Le 27 mai 2015, il est révélé que Max Cavalera (Sepultura, Soulfly, Cavalera Conspiracy) prêterait sa voix sur le titre Fight Where You Stand. Le 29 juin, le clip officiel du single Paralyzed Prey est diffusé en avant-première sur Vevo. Le 7 mars 2016, Jungle Rot sort une vidéo pour le titre Doomsday via Victory Records. Le groupe est également annoncé comme faisant partie de l'édition 2016 du Metal Alliance Tour aux côtés de Dying Fetus et The Acacia Strain.
À l'été 2017, Jungle Rot achève une tournée réussie aux États-Unis et au Canada avec le groupe de thrash allemand Destruction et le groupe californien Warbringer, se produit en Amérique centrale, en tête d'affiche au Nicaragua, au Costa Rica, au Guatemala et au Mexique ; et annonce qu'ils entreront en studio en janvier 2018 pour enregistrer leur 10e album studio, qui sortira à la mi-2018. Il est également révélé que l'ancien batteur Jesse Beahler jouerait de la batterie sur ce nouvel album,.
Le 8 juin 2018, le groupe annonce la sortie prochaine de son dixième album éponyme. Deux singles sont publiés en juin 2018 : A Burning Cinder et Fearmonger, ce dernier comportant des contributions vocales invitées du frontman de Destruction Schmier. L'album est sorti en CD Digipak, vinyle et cassette limitée le 20 juillet 2018. Plus tard en juin 2018, le bassiste/lyriciste James Genenz est agressé par un groupe d'individus pendant les heures tardives de la nuit à l'extérieur de son lieu de travail, ce qui l'a laissé avec de multiples blessures, y compris une cheville brisée. Après deux opérations chirurgicales, James est contraint de s'absenter de l'ensemble de la tournée pour le reste de l'année 2018, qui comprenait une escapade nord-américaine avec Havok et Extinction AD. Au printemps 2019, James se regroupe avec le groupe et prennent la route en commençant par l'Europe avec une tournée en tête d'affiche avec les ouvreurs Ultra-Violence, où le groupe joue en Autriche, en Slovaquie, en Italie, en Suisse, en Allemagne, en Belgique, en Grande-Bretagne et aux Pays-Bas. Jungle Rot retourne aux États-Unis et part immédiatement sur la route avec Deicide, Origin et The Absence pendant un mois avant de repartir en Europe pour quelques semaines. Pendant cette période, Jungle Rot se produit en tête d'affiche aux Pays-Bas, en Suède, en Pologne, en Allemagne, en France, en Hongrie, en République tchèque et fait des apparitions aux festivals de metal Brutal Assault, Party San Open Air, Stonehenge Festival et Poet Fest. Jungle Rot rentre au pays et se produit au Full Terror Assault Festival dans l'Illinois ainsi que dans sa ville natale avant de commencer à travailler sur son prochain album.
Spenser Syphers est annoncé comme le nouveau batteur permanent de Jungle Rot en juin 2019.
Le 22 mars 2022, le groupe annonce que son onzième album, A Call to Arms, sortira le 13 mai.

## Discographie
- 1996 : Skin the Living (Pure Death Records)
- 1997 : Slaughter the Weak (Pulverizer Records)
- 2001 : Dead and Buried (Olympic/Century Media)
- 2004 : Fueled by Hate (Olympic/Century Media)
- 2006 : Warzone (Crash Music Inc.)
- 2009 : What Horrors Await (Napalm Records) (réédité par Victory Records)
- 2011 : Kill on Command (Victory Records)
- 2013 : Terror Regime (Victory Records)
- 2015 : Order Shall Prevail (Victory Records)
- 2018 : Jungle Rot (Victory Records)
- 2022 : A Call to Arms (Unique Leader Records)

### Démos et EP
- 1993 : Rip Off Your Face
- 1995 : Skin the Living
- 1997 : 4-tracks promo
- 1998 : Darkness Foretold (S.O.D. Records/Crash Music Inc.)

### Singles
- 2011 : Rise Up and Revolt (Victory Records)
- 2015 : Paralyzed Prey (Victory Records)
- 2015 : Fight Where You Stand (Victory Records)
- 2016 : Speed Freak (Victory Records)
- 2018 : Fearmonger (Victory Records)
- 2018 : A Burning Cinder (Victory Records)

### DVD
- 2006 : Live in Germany (Crash Music, Inc.)